# Републикански път III-8006
Републикански път IIІ-8006 е третокласен път, част от Републиканската пътна мрежа на България, преминаващ изцяло по територията на Пловдивска област. Дължината му е 14,7 km.
Пътят се отклонява надясно при 243,5 km на Републикански път I-8 в северната част на град Садово, минава през центъра на града и се насочва на юг през Горнотракийската низина. Минава през селата Кочево и Моминско и в североизточната част на град Асеновград се свързва с Републикански път III-804 при неговия 20,4 km.
| Пътища, отклоняващи се надясно (населено място, № на пътя, посока на пътя) | km   | Пътища, отклоняващи се наляво (посока на пътя, № на пътя, населено място) |
| -------------------------------------------------------------------------- | ---- | ------------------------------------------------------------------------- |
| Община Садово, I-8, 243,5 km, гр. Садово →                                 | 0,0  | → гр. Садово, 243,5 km, I-8, Община Садово                                |
| гр. Садово                                                                 | 1,4  | → гр. Садово, общински път (за с. Чешнегирово)                            |
| с. Кочево                                                                  | 4,5  | с. Кочево                                                                 |
| (за с. Караджово) общински път ←                                           | 5,9  | → общински път (за с. Болярци)                                            |
| с. Моминско                                                                | 8,2  | с. Моминско                                                               |
| Община Асеновград                                                          | 10,2 | Община Асеновград                                                         |
| (до гр. Асеновград) III-804, 20,4 km, гр. Асеновград ←                     | 14,7 | ← гр. Асеновград, 20,4 km, III-804 (от с. Поповица)                       |